# Terebella thuja
Terebella thuja är en ringmaskart som beskrevs av Grube 1871. Terebella thuja ingår i släktet Terebella och familjen Terebellidae. Inga underarter finns listade i Catalogue of Life.